# Red River (1948)
Red River (früherer deutscher Titel: Panik am roten Fluß; englischer Originaltitel: Red River) ist ein US-amerikanischer Western des Regisseurs Howard Hawks aus dem Jahre 1948, der allerdings bereits 1946 gedreht wurde. United Artists war der Kinoverleih. Drehbuchautor Borden Chase, von dem auch die Originalstory stammt, verarbeitete den Stoff später zu einem Western-Roman. Der namensgebende Fluss wird auch Red River of the South genannt.

## Handlung
Thomas Dunson möchte mit seinem Gehilfen Groot freies Land in Texas finden, um dort eine Ranch aufbauen zu können. Er lässt seine Geliebte Fen, die eigentlich mitkommen wollte, bei einem Treck zurück. Wenig später wird der Treck von Indianern überfallen und abgebrannt, was Dunson hilflos aus der Ferne mitbekommt. Der offenbar einzige Überlebende des Trecks ist der Junge Matthew „Matt“ Garth, der für Dunson zu seinem Pflegesohn wird. Dunson, Groot und Matthew überqueren den Red River in Richtung des Rio Grande, wo sich Dunson – nicht ohne Blutvergießen – ein größeres Stück Land aneignet. Dunson brennt den Tieren D als Kennzeichen für Dunson ein und verspricht Matt, den Buchstaben M hinzufügen, wenn er sich das verdient habe.
Vierzehn Jahre später, kurz nach dem Sezessionskrieg: Dunson ist inzwischen zu einem Großrancher geworden, ist allerdings in finanzielle Probleme geraten, da nach dem verlorenen Bürgerkrieg in den Südstaaten niemand mehr das Geld hat, ihm die Rinder abzukaufen. Er und der inzwischen erwachsene Matt wollen daher eine Herde mit über 9000 Rindern von Texas über den berühmten Red River nach Missouri bringen. Die Reise von rund 1000 Meilen wird zu einer ungeheuren Strapaze für Mensch und Tier, zumal auch Gefahren wie Indianer oder Räuberbanden am Wegesrand warten.
Dunson fordert seinen Leuten alles ab und entwickelt sich zusehends zum Tyrannen. Einen Cowboy, der an einem Abend versehentlich Lärm erzeugt und die rastende Herde damit in eine panikartige Flucht treibt, will er auspeitschen. Drei Cowboys, die entgegen den Klauseln ihres unterschriebenen Vertrages aussteigen wollen, erschießt er im Feuergefecht. Als bekannt wird, dass es für das Vieh einen schnelleren und ungefährlicheren Weg in Richtung Kansas gibt, hält Dunson stur an Missouri als Ziel fest. Nach der Überquerung des Red River will er zwei aufmüpfige Cowboys aufhängen lassen. Da stellt sich Matt, der die Entwicklung seines Ziehvaters zusehends kritisch beäugt hat, mutig gegen ihn. Es kommt zu Streitereien, die so weit gehen, dass Dunson sich mit Matt entzweit und ohne seinen treuen Gehilfen Groot in der Prärie zurückbleiben muss. Er schwört Matt aber Rache und kündigt an, diesen töten zu wollen.
Mit Matt als neuem Anführer bringen die Männer die Rinder über den Chisholm Trail nach Abilene, Kansas, zur Bahnlinie der Kansas Pacific Railway. Unterwegs retten die Männer eine Gruppe von Tänzerinnen und Glückspielern, deren Treck von Indianern beschossen wurde. In dem Treck befindet sich auch die Tänzerin Tess, die sich in Matt verliebt und Näheres über den Konflikt mit seinem Ziehvater erfährt. Zum Abschied übergibt Matt ihr ein Armband, das Tom Dunson einst seiner Geliebten Fen geschenkt hatte. Einige Tage später trifft Tess auch auf Dunson, der einige Männer angeheuert hat und der Rinderherde folgt. Tess versucht mit Versprechungen und dem Hinweis auf ihre Liebe zu Matt den resigniert wirkenden Dunson zu überreden, seine Rachepläne aufzugeben, doch er bleibt dabei. Er gestattet Tess aber, ihn in Richtung Abilene zu begleiten.
In Abilene wird aufgrund von Fleischmangel die Ankunft der riesigen Rinderherde mit großem Jubel begrüßt und Matt kann exzellente Preise verlangen. Wenig später erreicht Dunson mit seinen Männern Abilene – und Matt ist nicht gewillt, auf seinen Ziehvater zu schießen. Der mit Matt befreundete Meisterschütze Cherry Valance will sich daher Dunson entgegenstellen, wird aber von ihm angeschossen. Dunson gibt als Aufforderung zum Duell Schüsse auf Matt ab, der aber ruhig bleibt und nicht seine Pistole zieht. Kaltblütig erschießen kann Dunson seinen Ziehsohn nicht, und so entwickelt sich ein Faustkampf, der von einem von Tess abgefeuerten Schuss unterbrochen wird. Sie macht Dunson und Matt auf ihre gegenseitige Liebe aufmerksam und es gelingt den beiden, sich zu versöhnen. Zukünftig will Dunson neben seinem D auch ein M auf die Rinder einbrennen.

## Bemerkenswertes
In diesem Film schrieben zwei Besonderheiten Filmgeschichte: Zum ersten Mal in einer Hollywood-Produktion wurde stilistisch bewusst eine dynamische Handkamera eingesetzt (Prügelszene an der Viehtränke) und in den Boden eingegrabene, mit Panzerglas abgedeckte Kameras filmten eine Stampede (die panische Flucht der Rinder).
Harry Carey, Sr., einer der führenden Westerndarsteller des Stummfilms, hat hier seinen zweitletzten Filmauftritt; er starb noch vor der Veröffentlichung von Red River. Hier spielte er das einzige Mal gemeinsam mit seinem Sohn Harry Carey Jr. Da die Figur von Carey junior allerdings bereits umgekommen ist, als Carey seniors Figur das erste Mal auftritt, sind die beiden nicht gemeinsam in einer Szene zu sehen.

## Synchronisation
Von Red River existieren drei Synchronfassungen. 1951 kam der Film unter dem Titel Panik am roten Fluß in einer auf 92 Minuten gekürzten Fassung in die deutschen Kinos. John Wayne wurde damals von Heinz Engelmann synchronisiert. Das Dialogbuch schrieb Ruth Schiemann-König. Die Dialogregie übernahm Conrad von Molo. Diese Fassung entstand in den Studios der Ala-Film GmbH in München.
Für die Wiederaufführung im Verleih der United Artists entstand 1964 eine neue Synchronfassung. 1968 ließ die ARD, die den Film erstmals in einer ungekürzten Fassung ausstrahlte, erneut synchronisieren. Diese Fassung entstand bei der Beta Technik Film GmbH in München. Das Dialogbuch schrieb Werner Uschkurat. Die Regie übernahm Lothar Michael Schmitt.
| Rolle          | Darsteller       | Synchronsprecher 1964 | Synchronsprecher 1968 |
| -------------- | ---------------- | --------------------- | --------------------- |
| Thomas Dunson  | John Wayne       | Arnold Marquis        | Arnold Marquis        |
| Matthew Garth  | Montgomery Clift | Gerhart Lippert       | Randolf Kronberg      |
| Tess Millay    | Joanne Dru       | Rosemarie Fendel      | Rose-Marie Kirstein   |
| Groot Nadine   | Walter Brennan   | ?                     | Bum Krüger            |
| Fen            | Coleen Gray      | Eva Pflug             | ?                     |
| Mr. Melville   | Harry Carey, Sr. | Erik Jelde            | Ernst Konstantin      |
| Cherry Valance | John Ireland     | Klaus Kindler         | Kurt E. Ludwig        |
| Buster McGee   | Noah Beery, Jr.  | Wolfgang Hess         | Fred Klaus            |
| Dan Latimer    | Harry Carey, Jr. | Eberhard Mondry       | Hannes Gromball       |

## Kritiken
„Howard Hawks’ genial inszeniertes Werk – übrigens Hawks’ erste Zusammenarbeit mit John Wayne – verbindet epische und psychologische Elemente zu einer packenden Abenteuergeschichte rund um den Treck. Selten erreichte ein klassischer Western so perfekte Harmonie zwischen der Dramaturgie, der Kameraführung, der Musik und der Besetzung. Für die damalige Zeit war ein Budget von über drei Millionen Dollar relativ hoch. Fast die Hälfte des Budgets gab man für ganze Landstriche sowie 5000 Rinder aus.“

„Die straff erzählte Geschichte gibt immer wieder Gelegenheit zu virtuos inszenierten, bildkräftigen Sequenzen […], in denen der Pioniergeist des Westens spürbar wird. Hervorragende Darstellungen aller Rollen, vor allem aber der des Adoptivsohns durch Montgomery Clift in seinem ersten Film, runden den makellosen Eindruck des Films ab […].“

„‚Panik am roten Fluß‘ wurde mit einem gewaltigen Aufwand realisiert. […] Viele Szenen, zahlreiche Bilder dieses großen Films sind heute längst zu unvergeßlichen Momenten aus der Geschichte des Western geworden […  In vielen] spektakulären Szenen bekommt der Zuschauer einen aufschlußreichen Eindruck von dem, was die Arbeit von Cowboys wirklich bedeutete, eine Arbeit, die so anstrengend wie lebensgefährlich, so hart wie entbehrungsreich war.“

„Ein stellenweise erregender und durch guten Schnitt beweglich gestalteter Western über einen Treck von 10000 Rindern von Texas nach Missouri. In seinem Genre ein Werk von nahezu legendärem Ruf, der allerdings nicht über die üblichen Typisierungen und eine allzu kritiklose Anerkennung einer durch Gewalt charakterisierten Führerrolle hinwegtäuschen sollte.“

„Howard Hawks’ erster großer Western verbindet epische und psychologische Elemente zu einer packenden Abenteuergeschichte von brillanter Inszenierungskunst und einzigartiger Qualität im Dokumentarischen.“

„Red River beschreibt den Übergang zur arbeitsteiligen Produktionsweise (Aufzucht, Versand, Verkauf) in der Viehwirtschaft. Auf politischer Ebene ist das der Übergang von der Feudalherrschaft Dunsons (Wayne) zur bürgerlichen Herrschaft Matts (Clift), auf psychologischer Ebene der Vatermord durch den Sohn. Der Film endet etwas unmotiviert, aber geschichtlich passend, mit dem Erscheinen der Frau am Beginn ihrer Emanzipation.“

## Auszeichnungen
Im Jahr 1949 erhielt der Film jeweils eine Oscar-Nominierung in den Kategorien Beste Originalgeschichte und Bester Schnitt.
Der Regisseur Howard Hawks wurde für den Directors Guild of America Award nominiert, Borden Chase und Charles Schnee wurden für das Drehbuch für den Writers Guild of America Award nominiert.
1990 wurde Red River in das National Film Registry aufgenommen.
2008 wurde der Film in einer Umfrage des American Film Institute auf Platz fünf der besten amerikanischen Western gewählt.

## Neuverfilmung
1988 erschien für das Fernsehen unter der Regie von Richard Michaels eine Neuverfilmung unter dem gleichen Titel.

## Medien

### DVD-Veröffentlichung
- Red River in der Süddeutschen Zeitung Cinemathek Western, Nr. 15, 2011, ISBN 978-3-86615-906-8